# 1961년 은돌라 UN DC-6 추락 사건

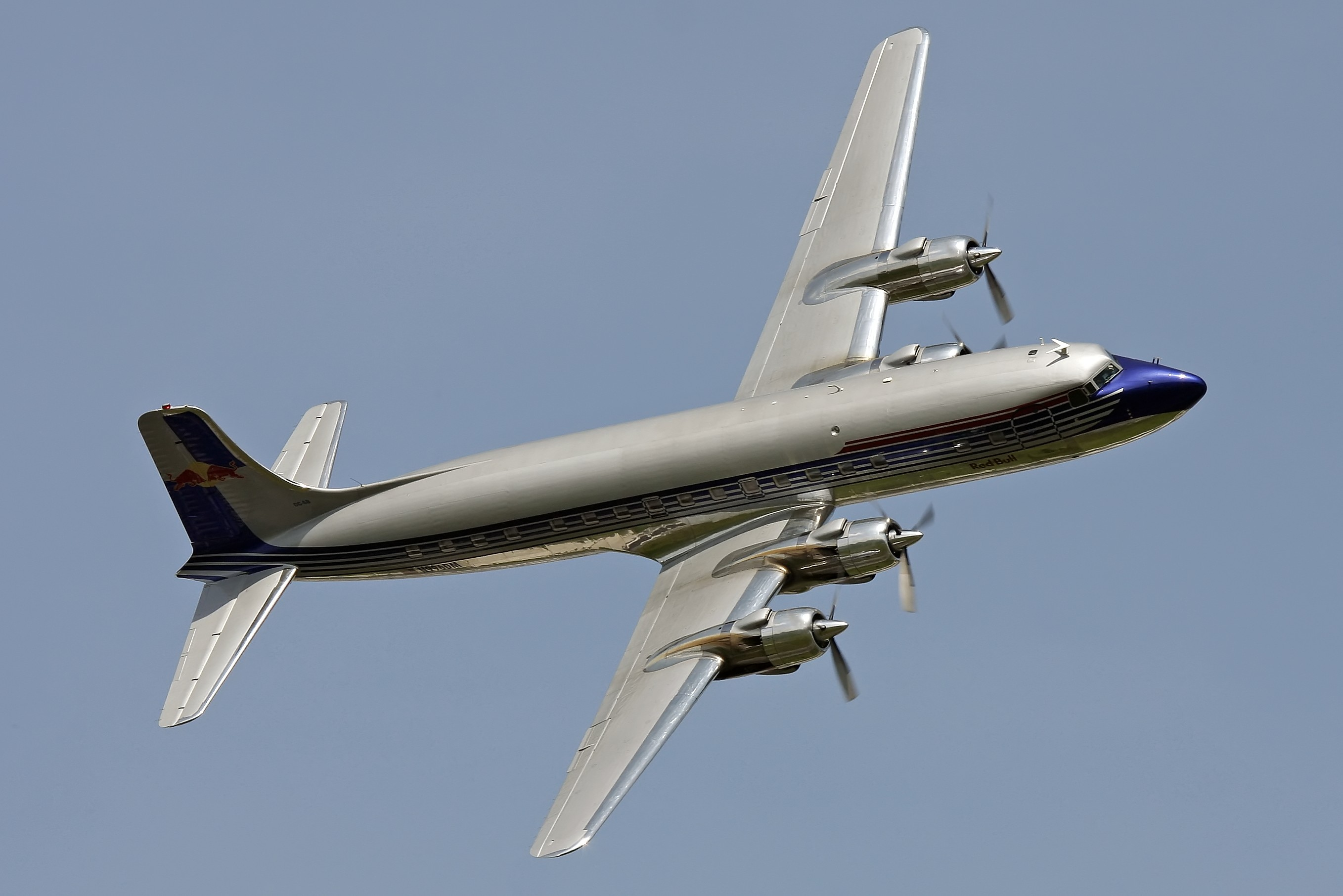
DC-6 여객기

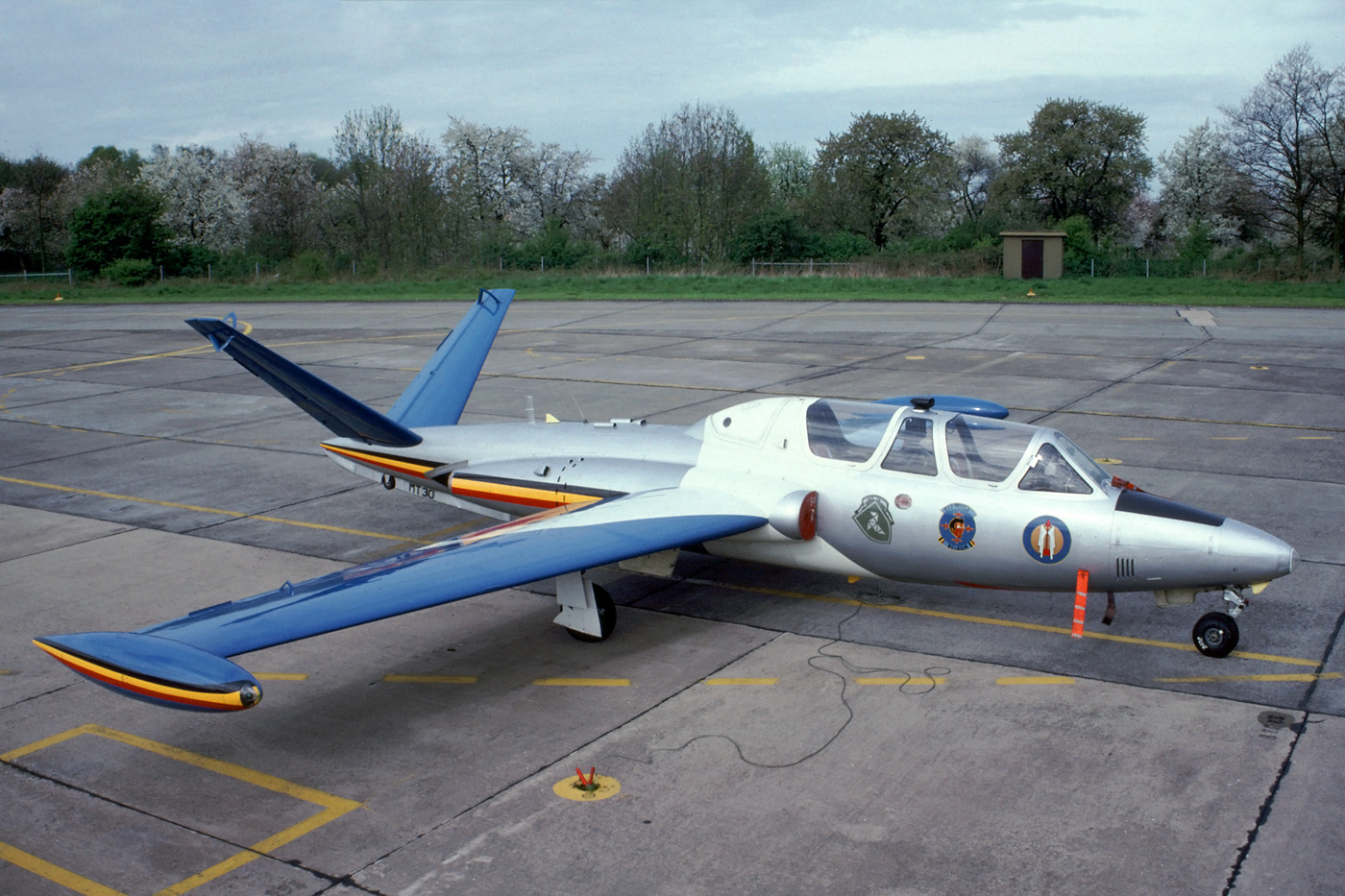
프랑스제 CM-170 2인승 훈련기

1961년 은돌라 UN DC-6 추락 사건은 1961년 9월 18일 북로디지아(현재의 잠비아) 은돌라 공항에서 이륙한 DC-6 여객기가 추락한 사건을 말한다. 이 사고로 인해 제2대 유엔 사무총장 다그 함마르셸드가 사망했다.

## 격추설
카탕가국 공군의 프랑스제 CM-170 2인승 훈련기의 7.62 mm 기관포의 공격을 받고 추락했다는 설이 있다.
레오폴드빌 콩고(현재의 콩고 민주 공화국)의 정치인인 모이즈 촘베는 카탕가 주의 분리 독립을 주도하여 카탕가국을 설립했다. 유엔의 국가승인을 요구했으나 유엔은 거부했으며, 당시 카탕가국 모이즈 촘베 대통령의 군대와 아일랜드 유엔 평화유지군은 콩고에서 교전 중이었다. 아일랜드 유엔 평화유지군 보병 중대는 카탕가국 육군과 공군의 공격으로 전멸 직전이었으며, 이에 제2대 유엔 사무총장이었던 다그 함마르셸드가 카탕가국 모이즈 촘베 대통령에게 휴전을 요청하러 가던 중 비행기가 추락해 사망했다. 전직 미국 해군 조종사인 미국 국가안보국(NSA) 요원 찰스 사우스홀(Charles Southall)은 1961년 추락 사건 당시 키프로스에서 무선 감청 중이었다. 찰스 사우스홀은 3,000 마일 떨어진 은돌라 상공을 비행중인 DC-6 조종사의 무선 교신을 들었다. 조종사는 전투기에 공격당해 추락중이라는 말을 했다.
2014년 4월, 영국 가디언지는 제2차 세계 대전 영국 공군 조종사 출신 얀 판 리세험(Jan van Risseghem)이 프랑스제 CM-170 2인승 훈련기로 DC-6을 요격했다는 보도를 했다. 리세험는 제2차 세계 대전 이후 벨기에 공군 조종사가 되었으며, 모이즈 촘베의 카탕가국 공군 조종사로 매우 유명했다.

## 같이 보기
- 콩고 위기
- ONUC - 콩고 위기 당시 창설된 UN 평화유지군